# Капь
Капь — древнерусская мера веса, известная с XII века, в частности, по договору Новгорода с немецкими городами и Готландом, из которого следует, что капь равнялась 4 пудам (т.е. 65,52 кг).
Иногда капь называлась вощаным пудом, так как в основном употреблялась при торговле воском. В 1150 году смоленский князь Ростислав дал «на посвет Святей Богородицы, из двора своего, осьм капий воску». Потом в договоре тамошнего князя Мстислава с Ригою 1229 года постановлено: «Аще вощный пуд исказиться лежит капь в Святии Богородицы на горе… то тым пуд изверяче… немчичю платити весцю от двою капью куна Смоленская». Здесь капь весовой знак и вместе единица веса. Наконец, в Немецком проекте договора… (составленного прежде 1293 года) сказано: «Гость платит весовщику 9 векшей с капи…»
Согласно ЭСБЕ в 1270 году капь равнялась 8 ливонским талантам или фунтам (лисфунтам), почему весила 4 пуда. В XIII веке 30 капей равнялись ласту, следовательно, по весу ласта, показанному в примечании к «Торговой книге», и тут капь равна 4 пудам. Но в одном рукописном церковном уставе XVI—XVII вв. капь значится «12 пудов злата и серебра».
Однако в "Истории государства Российского" Н. М. Карамзина (том 3, гл. 7, 243 стр.)- "Немец даёт весовщику за две капи, или 24 пуда, куну смоленскую,..", т.е.- 1 капь - 12 пудов.